# Pic de Bergons
Pic de Bergons – szczyt górski położony we francuskiej części Pirenejów, w departamencie Pireneje Wysokie, na terenie gminy Luz-Saint-Sauveur, około 20 km od granicy z Hiszpanią.